# Til Til
Til Til oder Tiltil ist eine Stadt und Gemeinde in der Provinz Chacabuco in der Metropolregion Santiago in Chile. Bei der Volkszählung im Jahr 2017 hatte sie 19.312 Einwohner. Die Gemeinde erstreckt sich über eine Fläche von 653 km².
Til Til liegt am Fuße des Cuesta La Dormida, einem bewaldeten Berggebiet, in dem Überreste der chilenischen Weinpalme, Jubaea chilensis, zu finden sind. Diese Palme war prähistorisch in Zentralchile weitaus weiter verbreitet.

## Bevölkerung
Laut der Volkszählung des Nationalen Statistikinstituts von 2002 hatte Til Til 14.755 Einwohner (7609 Männer und 7146 Frauen). Davon lebten 8161 (55,3 %) in städtischen Gebieten und 6594 (44,7 %) in ländlichen Gebieten. Die Bevölkerung wuchs zwischen den Volkszählungen 1992 und 2002 um 14,9 % (1917 Personen). Im Jahr 2017 zählte man 19.312 Personen.